# Шаманова (деревня)
Шаманова — упразднённая деревня в Жигаловском районе Иркутской области России. Входила в состав Коношановского сельского поселения. Исключена из учётных данных в 1999 году.

## География
Находился на правом берегу реки Лена, в месте впадения в неё реки Зыбунья, в 1 км к северу от села Коношаново.

## История
По данным на 1926 год деревня состояла из 24 хозяйств. В административном отношении входила в состав Коношановского сельсовета Жигаловского района Иркутского округа Сибирского края.
Постановлением губернатора Иркутской области от 18 июня 1999 года № 73-пг деревня исключена из учётных данных.

## Население
По данным переписи 1926 года в деревне проживало 147 человек (72 мужчины и 75 женщин), основное население — русские.